# Lord KraVen
KraVen Tionne Williams (* 1980 oder 1981 in Los Angeles, Los Angeles County, Kalifornien) ist ein US-amerikanischer Schauspieler und Sänger.

## Leben
Williams wurde in Los Angeles geboren, wo er auch aufwuchs. Er lebte mit seinem Bruder, der nach einem Schädel-Hirn-Trauma als Tetraplegiker lebt, bei seiner Großmutter unter teils schwierigen Verhältnissen. So war die Familie zeitweise obdachlos. Als Kind sang er in Schul- und Kirchenchören. Erste Besetzungen als Fernsehschauspieler übernahm er 2000 in jeweils einer Episode in den Fernsehserien City of Angels und Emergency Room – Die Notaufnahme. Nach unregelmäßigen Tätigkeiten als Schauspieler stellte er die Rolle des Dschinns im Abenteuerfilm The Adventures of Aladdin dar. In der Folge spielte er in Serien wie Abracadabra, Familienanhang und S.W.A.T. mit. 2021 wirkte er zudem in vier Episoden der Miniserie Queen Sylwester kehrt zurück mit.
2014 erschien KraVens Debütsingle im Eigenverlag. In den nächsten Jahren folgten weitere Singleveröffentlichungen. 2019 erschien die EP Rebirth.

## Filmografie (Auswahl)
- 2000: City of Angels (Fernsehserie, Episode 1x09)
- 2000: Emergency Room – Die Notaufnahme (ER, Fernsehserie, Episode 7x01)
- 2001: Days of Our Lives' Christmas (Fernsehfilm)
- 2002: Schatten der Leidenschaft (The Young and the Restless, Fernsehserie, Episode 1x7320)
- 2006: Holla
- 2013: The Impaler
- 2019: The Adventures of Aladdin (Adventures of Aladdin)
- 2020: Abracadabra (Miniserie, Episode 1x08)
- 2021: Familienanhang (Family Reunion, Fernsehserie, Episode 4x03)
- 2022: Queen Sylwester kehrt zurück (Królowa, Miniserie, 4 Episoden)
- 2022: S.W.A.T. (Fernsehserie, Episode 6x05)

## Diskografie
Singles
- 2014: Mirror, Mirror, Veröffentlichkeitsdatum: 27. August 2014
- 2015: Gorilla, Veröffentlichkeitsdatum: 26. Juli 2015
- 2019: Rebirth, Veröffentlichkeitsdatum: 8. August 2019
- 2020: The Times They Are a-Chaning', Veröffentlichkeitsdatum: 21. August 2020

EP
- 2019: Rebirth, Veröffentlichkeitsdatum: 20. August 2019